# 미국 수정 헌법 제20조
미국 수정 헌법 제20조(Twentieth Amendment to the United States Constitution 또는 Amendment XX)는 선출된 미국 정부 당국자의 임기 시작과 끝에 대한 자세한 취급을 정의하고 있다. 또한 이 수정안은 차기 미국 대통령으로 선택되어, 아직 취임하지 않은 사람이 혼자 또는 마찬가지로 차기 미국 부통령으로 선택되어 아직 취임하지 않은 사람과 함께 집무를 수행할 수 없을 때, 또는 존재하지 않을 때의 시나리오를 다루고 있다.

## 전문
제1절. 대통령과 부통령의 임기는 이 글이 비준되지 않는다면, 종료가 규정된 1월 20일 정오(12시)에, 상하원은 1월 3일 정오 12시에 끝난다. 그리고 차기 후임자들의 임시도 그때 시작한다.
제2절. 연방 의회는 매년 적어도 매년 한 번은 소집되며, 그 회기는 의회가 법률로 다른 날로 결정하지 않으면 1월 3일 정오(12시)에 시작한다.
제3절. 대통령 임기의 시작 시점과 정해진 시점에서 차기 대통령으로 당선된 사람이 사망한 경우에는 차기 부통령으로 당선된 사람이 대통령의 직무를 수행한다. 대통령의 임기 시작 시점과 정해진 시간까지 대통령이 선출되지 않았거나, 대통령 당선자가 자격을 갖추지 못했을 경우에는 부통령 당선인은 대통령이 그 자격을 갖출 수 있을 때까지 대통령의 직무를 수행한다. 의회는 대통령 당선자와 부통령 당선자가 함께 그 자격을 갖추지 못했을 경우 어떤 사람이 대통령의 직무를 수행하거나, 어떤 방법으로 그 직무 수행자를 선출할 것인지 법률로 정할 수 있다. 이 경우, 그 사람은 대통령 또는 부통령이 그 자격을 갖출 수 있을 때까지 대통령 직무를 수행한다.
제4절. 연방 의회는 하원이 대통령의 선출 권한을 가진 사람 중 사망자가 발생한 경우와 부통령의 선출 권한을 가진 상원 의원 중 사망자가 발생한 경우에 법률로 규정할 수 있다.
제5절. 제1절과 제2절은 이 조항이 승인된 후 첫 10월 15일에 효력을 발생한다.
제6절. 이 조항은 그 제출일로부터 7년 이내에, 모든 주의 3/4에 해당하는 의회에 의해 수정 헌법 조항으로 승인받지 않으면 그 효력을 상실한다.

## 배경
이 수정 헌법의 목적은 대통령과 의회 의원이 선정된 후 그 임기가 시작될 때까지의 기간을 단축하고자 한 것이었다. 당초 채택된 헌법은 대통령, 부통령 및 상원 의원의 임기는 선거가 실시된 4개월 후인 3월 4일에 시작되었다. 이 기간은 18세기에 새로 선출된 당선자들이 개인 업무를 정리하고 계속 고향에서 나라의 수도까지 힘든 여행을 마칠 때까지 몇 개월을 소요했기 때문에 사실상 필요한 것이기는 했지만, 헌법이 개정할 당시에는 정부의 기능을 늦출 수밖에 없었다. 이러한 폐해는 에이브러햄 링컨의 대통령 당선 후 1861년에 취임 있기 전에, 남부 동맹에 참가한 여러 주가 탈퇴할 때 특히 두드러지게 나타났으며, 또한 1932년에 프랭클린 루스벨트가 당선되었음에도 불구하고 허버트 후버의 레임덕이 남아 있었기 때문에 세계 공황이 악화된 것도 있었다.
원래 헌법 제1조 4항, 2항에서는 의회는 적어도 연 1회, 12월에 소집되는 것으로 되어 있었다. 이것으로 인해 선거 후에는 의무적인 ‘레임덕’ 회기가 되었다.
수정안은 1933년 1월 23일에 비준되었지만, 제5항의 규정으로 인해, 1933년의 제73 회기 또는 대통령 루즈벨트와 부통령 가너의 취임과는 관계가 없었다. 이 수정안이 비준된 지 불과 23일 후 1933년 2월 15일, 대통령 당선자 프랭클린 루스벨트는 주세페 잔가라의 암살 표적이 되었고, 시도되었다. 만약이 암살이 성공했다면, 제3항에 따라 존 N. 가너가 대통령 취임 선서의 날(1933년 3월 4일)에 대통령으로 선서할 뻔했다.
제1절에 따른 최초의 의회 회기는 1935년 1월 3일 시작된 제74대 회기였다. 제1절에 따른 최초의 대통령과 부통령의 임기는 1937년 1월 20일에 시작된 대통령 루즈벨트와 부통령 가너의 임기였다.

## 상정과 비준
미국 의회는 수정 헌법 제20조를 1932년 3월 2일에 상정하였다. 이어 다음의 주에서 비준을 했다.
1. 버지니아주 (1932년 3월 4일)
2. 뉴욕주 (1932년 3월 11일)
3. 미시시피주 (1932년 3월 16일)
4. 아칸소주 (1932년 3월 17일)
5. 켄터키주 (1932년 3월 17일)
6. 뉴저지주 (1932년 3월 21일)
7. 사우스캐롤라이나주 (1932년 3월 25일)
8. 미시간주 (1932년 3월 31일)
9. 메인주 (1932년 4월 1일)
10. 로드아일랜드주 (1932년 4월 14일)
11. 일리노이주 (1932년 4월 21일)
12. 루이지애나주 (1932년 6월 22일)
13. 웨스트버지니아주 (1932년 7월 30일)
14. 펜실베이니아주 (1932년 8월 11일)
15. 인디애나주 (1932년 8월 15일)
16. 텍사스주 (1932년 9월 7일)
17. 앨라배마주 (1932년 9월 13일)
18. 캘리포니아주 (1933년 1월 4일)
19. 노스캐롤라이나주 (1933년 1월 5일)
20. 노스다코타주 (1933년 1월 9일)
21. 미네소타주 (1933년 1월 12일)
22. 애리조나주 (1933년 1월 13일)
23. 몬태나주 (1933년 1월 13일)
24. 네브래스카주 (1933년 1월 13일)
25. 오클라호마주 (1933년 1월 13일)
26. 캔자스주 (1933년 1월 16일)
27. 오리건주 (1933년 1월 16일)
28. 델라웨어주 (1933년 1월 19일)
29. 워싱턴주 (1933년 1월 19일)
30. 와이오밍주 (1933년 1월 19일)
31. 아이오와주 (1933년 1월 20일)
32. 사우스다코타주 (1933년 1월 20일)
33. 테네시주 (1933년 1월 20일)
34. 아이다호주 (1933년 1월 21일)
35. 뉴멕시코주 (1933년 1월 21일)
36. 조지아주 (1933년 1월 23일)
37. 미주리주 (1933년 1월 23일)
38. 오하이오주 (1933년 1월 23일)
39. 유타주 (1933년 1월 23일)

비준은 4 분의 3 국가 비준을 거쳐 1933년 1월 23일에 완료했다. 이 수정안은 후에 다음 주에 따라 비준되었다.
1. 매사추세츠주 (1933년 1월 24일)
2. 위스콘신주 (1933년 1월 24일)
3. 콜로라도주 (1933년 1월 24일)
4. 네바다주 (1933년 1월 26일)
5. 코네티컷주 (1933년 1월 27일)
6. 뉴햄프셔주 (1933년 1월 31일)
7. 버몬트주 (1933년 2월 2일)
8. 메릴랜드주 (1933년 3월 24일)
9. 플로리다주 (1933년 4월 26일)

## 같이 보기
- 미국 수정 헌법 제25조